# Bernardino Mercoli
Bernardino Mercoli, o Mercori (Mugena, 1682 – Mugena, 1746), è stato un pittore e scultore svizzero.

## Biografia
Padre dell'incisore Giacomo Mercoli, studiò dapprima presso Angelo Massarotti a Cremona. Si trasferì poi a Roma, dove fu apprezzato allievo di Carlo Maratta. Nel 1704 vinse il premio per il disegno dell'Accademia di San Luca.
Realizzò opere sia in patria che in Italia, tra cui Il battesimo di Gesù Cristo, somministrato da San Giovanni Battista presso la Chiesa dell'Immacolata Concezione a Lugano e un affresco rappresentante la Madonna presso l'oratorio di Bedano. Eseguì anche copie di opere di altri autori, tra cui un dipinto di Gervaso Gatti detto il Sogliaro, per ordine dei costruttori del Duomo di Cremona.